# AKB0048
『AKB0048』（エーケービー ゼロゼロフォーティエイト）は、サテライト制作による日本のSFアニメ。女性アイドルグループAKB48をモチーフにしたテレビアニメとして、第1期が2012年4月から7月まで放送され、第2期（next stage）が2013年1月から3月まで放送された。

## 概要
芸能活動が非合法化された近未来の宇宙を舞台に、伝説のアイドルグループ「AKB48」の名を継承し、星々を巡ってファンに歌を届ける「AKB0048」75期研究生2名と77期研究生7名が主人公となる。
企画・監修は秋元康、エグゼクティブ・プロデューサーは大月俊倫。原作・総監督は河森正治、監督は平池芳正、シリーズ構成は岡田麿里、キャラクターデザインは江端里沙が担当。公表されたストーリーと制作陣から『マクロスF』や『アクエリオンEVOL』を連想するとの声も聞かれ、襲名制の設定は『マクロスF』での主人公が元歌舞伎役者という設定からなっており、芸能禁止の設定は『アクエリオンEVOL』の「恋愛禁止」や「男女合体禁止」の設定から由来している。最初に、大月から河森にAKB48をモチーフにしたアニメ制作の企画提案があり、河森による当初の企画案では「13代目前田敦子」に突然指名された女の子がヒロインであった。直接取材を進めるうちに、襲名メンバーを中心に描くよりも、研究生が上を目指して競うプロセスを描く方が面白いことや「成長を見せる」というAKB48のコンセプトにも合うと思い、最終的に9名の研究生を主人公とするストーリーとなった。前田敦子という存在が強すぎて大島優子とのライバル関係を持ち込むと研究生にスポットが当たりづらくなることや前田敦子をキャラクターとして描くことの難しさから、「13代目前田敦子」は消えて不在という設定にした。前田敦子が卒業宣言したのはオンエア直前であり、河森は卒業宣言したコンサート会場に偶然いて愕然としたという。
メインキャラクターの声優および主題歌担当となる「声優選抜」9名をオーディションで選抜。AKB48、SKE48、NMB48、HKT48のメンバー200名の中から30名が1次審査を通過し、公開オーディションの場で合格者9名と審査員特別枠4名が決定した（選抜経緯は後述）。
講談社の漫画雑誌『なかよし』『別冊フレンド』『マガジンSPECIAL』『別冊少年マガジン』で関連漫画作品も連載された。
2013年1月より放送の第2期に先駆け、2012年12月22日に第14話の先行上映会+ラジオ公開収録、およびニコニコ生放送での中継配信が実施された。

### 声優選抜
メインキャラクターの担当声優は、前述のとおり、まず1次審査合格者の30名が選出されたが、審査が難航して発表は2回の延期を経て、2011年12月8日に番組公式サイトで行われた。
最終審査は2011年12月13日に新宿バルト9で、抽選で選ばれたファン100名を招待して公開オーディション形式で行われ、審査員として秋元康、河森正治、大月俊倫、明田川仁（音響監督）が出席。実技審査は事前に用意された共通の台詞や各自に割り振られた個別の台詞を読み、自己PRを加えた3項目で合格者9名を決定した。さらに、審査員特別枠として4名が選出され、演技指導を受けて配役が決定された。
最終合格者（所属は当時）
- 佐藤亜美菜（AKB48・チームB）、岩田華怜（AKB48・研究生）、矢神久美（SKE48・チームS）、仲谷明香（AKB48・チームA）、秦佐和子（SKE48・チームKII）、佐藤すみれ（AKB48・チームB）、石田晴香（AKB48・チームB）、三田麻央（NMB48・2期研究生）、渡辺麻友（AKB48・チームB）
- 仲谷明香と佐藤亜美菜は声優としての（レギュラー）出演経験を持つ。

1次審査合格者で最終審査不合格者（太字は審査員特別賞受賞者。所属は当時）
- AKB48：多田愛佳、片山陽加、仲川遥香、仁藤萌乃、藤江れいな、鈴木紫帆里、近野莉菜、市川美織、竹内美宥、小林茉里奈、鈴木里香
- SKE48：中西優香、佐藤実絵子、古川愛李、矢方美紀、酒井萌衣、原望奈美
- NMB48：小笠原茉由、木下百花、中川紘美
- HKT48：村重杏奈

## あらすじ
21世紀初頭、人類は自らが起こした世界大戦で大ダメージを受け、地球外へ脱出して銀河系の星々での生活を始めた。それからまもなく人類が新たな星暦00年をもって新たな歴史を始めた直後、芸能禁止法が施行される。その施行下ではあらゆる芸能活動が禁じられ、アイドルは絶滅したと思われた。しかしそんな中、世界大戦中に人々に愛を送り続け歌い続けたAKB48を襲名する非合法アイドルAKB0048が誕生した。オタクの聖地・秋葉原だけは芸能絶対防衛圏となり、唯一芸能活動を行える場所となった。
そして時に星暦0048年、この運命の年に新たなスターを目指す第77期研究生を迎えいれ物語はスタートする。
今や強大な影響力を持つに至ったAKB0048はテロリストと認識され、深銀河貿易機構（D.G.T.O） やゾディアック・コーポレーションが作り出したDES軍から様々な妨害を受ける。さらには、ツンドラスターのライブを経てD.G.T.OがAKB0048の完全捕獲を狙っていることを、ファン組織WOTAからツバサを通じて知る。しかし、AKB0048はそんな完全芸能禁止の窮地にあっても諦めずに武器を手に取り、自分たちのステージ、ファン、市民を守るために戦うのだった。
そして、熱海星（アタミスター）における2回目のライブでは、ツバサから衝撃の事実が明かされる。それは、かつてAKB0048のメンバーであった13代目前田敦子の卒業がきっかけで廃止されたセンターノヴァ制度と選抜総選挙が、復活することだった。これから何が起こるのか、その時は誰も予測ができなかった。
やがて、D.G.T.Oによる秋葉星（アキバスター）への攻撃を経て9代目大島優子がセンターノヴァになり、元5代目峯岸みなみ（今はAKB0048専属カメラマン）がゾディアック・コーポレーションと手を組んでいることが判明する。また、智恵理が父に会おうとするも、何者かにより父は殺害されてしまう。しかし、そういった混迷を経て成長していくAKB0048の中、凪沙が14代目前田敦子を襲名し、智恵理がセンターノヴァとなることで、物語は幕を閉じた。

## 登場人物
人物名・表記順は公式サイトの「キャラ紹介」に従う。

### 研究生（第77期）
本宮凪沙（もとみや なぎさ）/14代目前田敦子（まえだ あつこ）/あっちゃん
声 - 岩田華怜（AKB48）
主人公。77期研究生。星暦35年1月24日生まれ。13歳。出身星：藍花星（ランカスター）。身長156cm。
父の反対を振り切って、幼馴染の織音や友歌と共にAKB0048になることを目指す。
藍花星での研究生お披露目ライブでは、代々センターノヴァが歌った曲のソロに抜擢されるが、自分のせいで父が監禁された事などでショックを受けて一時的に声が出せなくなる。このことで引退を考えたが、智恵理の不器用ながらも懸命な励ましや前田敦子の声によりステージを立つ事を決める。ライブを成功させ、一時的ではあるものの研究生たちによるセンターノヴァの輝きを起こした。
選抜総選挙で順位をつけられることに悩むが、総選挙を経て襲名したいと強く願うようになる。
アキバスター奪還のライブの中、アキバスターの人達に14代目 前田敦子に選ばれ、帰還後正式に襲名する。
園智恵理（その ちえり）
声 - 渡辺麻友（AKB48）
もう1人の主人公。77期研究生。星暦34年12月8日生まれ。13歳。出身星：射手座星（イテザスター）。身長161cm。
幼少期に藍花星に来た際に凪沙たち3人と友達になり、AKBのゲリラライブに誘いアイドルを目指すきっかけを作る。
実は大財閥ゾディアック・コーポレーションの令嬢で、父の会社がDES軍に武器を供給していることに負い目を感じている。
人一倍AKB0048になることに真剣であるものの、人間関係に不器用で他の研究生にも厳しく当たるため、たびたび壁を作ってしまうが、働いていた工場で作っていたのが兵器と知って嘆いていた織音を宥めたり、渚のCHERRYの1番を歌った後に続く2番を凪沙に歌わせるなど、面倒見が良く思いやりのある一面を持つ。
自分といつも一緒にいるキララが、凪沙のそばにいる時にだけ襲名の光が輝いていることに劣等感を抱いていたが、ストレスで声が出なくなってしまい引退しようとする凪沙に「AKB0048を卒業するなら私にちゃんと負けてから辞めて」と言って引き止めたり、渚のCHERRYの2番を凪沙に託すなど、凪沙のことを気にかけていた。
DES軍によって拉致されリアルタイム中継されたAKB0048裁判で人気が上がり、グラビア撮影などソロ活動が多くなっている。裁判の影響や、アイガール食品の無許可CMによる、研究生唯一である総選挙速報順位第9位になるも、ゾディアック・コーポレーションの手回しがあることを知り、ツバサに「これは、わたしの力じゃない」と告げ、一旦は卒業を決意するが、最終結果は第6位（55万8623p）で卒業宣言をせず、より襲名を願うようになる。アキバスター占領で父親を説得に行くも再会の直前で父親が暗殺されたショックで一時落ち込むものの、センターノヴァへの思いを新たにする。アキバスター奪還のライブでDES軍をも包む心がセンターノヴァの輝きを放ち、帰還後は正式に（襲名していないものの）センターノヴァに選ばれた。
藍田織音（あいだ おりね）
声 - 仲谷明香（AKB48）
77期研究生。星暦34年9月21日生まれ。13歳。出身星：藍花星（ランカスター）。身長153cm。凪沙や友歌とは幼馴染。親が亡くなり困窮したため、研究生に選抜されるまではゾディアック・コーポレーション系列の工場で働いていたが、そこではDES軍の兵器を開発していた。それを知らずに自分が兵器を造っていた事実に気付いた時はショックを受けていた。
取材時、誰を襲名したいかと聞かれた時は指原莉乃と答えた（第1話でもそう宣言していたが、友歌からキャラじゃないと言われていた）。それにより、アンチに目をつけられ、自分に自信を持てなくなったこともあった。しかし、数々の困難を乗り切り、アイドルとして大きく成長していく。
一条友歌（いちじょう ゆうか）
声 - 佐藤亜美菜（AKB48）
77期研究生。星暦34年4月7日生まれ。14歳。出身星：藍花星（ランカスター）。身長147.5cm。凪沙や織音とは幼馴染。
実家は定食屋で、母（声 - 慶長佑香）、父（声 - 御園行洋）、弟（声 -種田梨沙）、妹（声 - 大西沙織）がいる。
幼馴染の護のことが好きだが、友歌がAKB0048を目指す件で仲違いしてしまう。藍花星での再会時に、護がAKB0048のファンになってWOTA藍花星支部に入隊していたことを知る。護から、AKB0048の友歌は好きだが元の友歌は好きではないと言われるが、護の本心から自分が好きだったことを知る。
東雲楚方（しののめ そなた）
声 - 矢神久美（SKE48）
77期研究生。星暦37年7月7日生まれ。10歳。出身星：沙原星（サハラスター）。身長143cm。彼方の妹。第2話から登場。年齢制限以下で1次審査に合格してないにもかかわらず、密航してまでオーディションを受けに来た。研究生の中では最年少で、身長は最小であるが、運動能力は高い。
いつも元気がよく77期生のムードメーカー的存在。よくあだ名をつける。
彼方のことを「お姉」と呼んでいる。
神崎鈴子（かんざき すずこ）
声 - 秦佐和子（SKE48）
77期研究生。星暦33年8月6日生まれ。14歳。出身星：欧州星（ユーロスター）。楚方に「リンダ」というニックネームを付けられる。将来はツバサのような運営側になりたいと思っている。AKB48、AKB0048のことに詳しい。第2話の出会い以降、同期の楚方推しである。
横溝真琴（よこみぞ まこと）
声 - 三田麻央（NMB48）
77期研究生。星暦31年6月30日生まれ。16歳。出身星：奈仁波星（ナニワスター）。身長155cm。第2話から登場。やや関西なまりが入っている(演じる三田麻央は大阪府出身)。よく不安をぶつぶつと言うので、楚方に「ブツゾウ」というニックネーム（第18話では「ダイブツ」と改名）を付けられる。
当初は弱気な面が目立ったが、第18話のDGTO軍の軍事要塞ベガスターで、彼女のファンであり、同じ奈仁波星出身であったDGTO軍の兵士ヒガシノとの交流で、次第に自信と勇気を強く持つようになり、キララの輝きを放つなど成長していく。

### 研究生（第75期）
第4話から登場。脱落者が多く2人しか残っていない上、2年経っても襲名メンバーを輩出できないでいることから「不運の期」と呼ばれている。
東雲彼方（しののめ かなた）
声 - 石田晴香（AKB48）
星暦32年10月17日生まれ。15歳。出身星：沙原星（サハラスター）。身長157cm。研究生のキャプテンポジション。楚方の姉。
芸能弾圧に立ち向かう組織のメンバーゆえにDES軍に殺された父親の復讐のため、AKB0048に入った。それでもAKB0048のことは好きで、たかみなを尊敬している。
たかみなに対する強い憧れを持ち、目標としたゆえに、自分もたかみなの様にメンバーを支える存在になりたいと行動し、一度は襲名キララに高橋みなみとして選ばれる（5代目たかみなが在籍している以上、保留扱いとなり本人も知らないまま）。
『ハート型オペレーション』では主人公として登場。
岸田美森（きしだ みもり）/8代目 篠田麻里子 / まりこ様
声 - 佐藤すみれ（AKB48）
星暦31年1月2日生まれ。17歳。出身星は舞網星（マイアミスター）。身長162cm。自称ドMで、「フェロモン垂れ流しすぎ」と言われている。面倒見のいい性格で、襲名後も研究生のメンバーと行動をともにしている。
自分のファン一人一人のことをよく覚えており、選抜総選挙速報順位では圏外であったが、このファンとの強い繋がりが幸いしてか、最終的に選抜総選挙第10位（14万8945p）に選ばれた。
総選挙後のライブ後に倒れて襲名熱を発症した後、8代目篠田麻里子（まりこ様）を襲名する。襲名後は髪を短くし、後ろ髪をポニーテールにまとめている。
それ以降はメンバーからは「まりこ」と呼ばれているが、楚方のみ「みもまり」と呼んでいる。

### 研究生（第76期）
鰐淵恵（わにぶち めぐみ）
声 - 木下百花（NMB48）
76期研究生。通称めぐ。力が高く、アンダーに選ばれるほどのレベルを持つ。しかし、ランカスターでのライブ前に銃撃により負傷し、ライブに出ることができなくなる。
白井瑞穂（しらい みずほ）
声 - 高森奈津美
76期研究生。
市岡姫子（いちおか ひめこ）
声 - 石原夏織
76期研究生。頭に載せたレモンが特徴。
柳川葉月（やなぎかわ はづき）
声 - 竹内美宥（AKB48）
76期研究生。アンダーに選ばれずに泣いてしまう。
堂島宇美（どうじま うみ）
76期研究生。
志良堂晶（しらどう あきら）
76期研究生。
蓮見李英（はすみ りえ）
76期研究生。

### 襲名メンバー（在籍）
9代目 大島優子（おおしま ゆうこ） / ゆうこ（優子）
声 - 神田朱未
本名：君島光（きみしま ひかる）。星暦0029年12月12日生まれ。18歳。出身星：日光星（ニッコウスター）身長155cm。カメラが趣味でよく撮っている。
あっちゃんに憧れセンターノヴァを復活させたいと思っている。総選挙中間順位では第2位となったが、それでも悔しがっていた。ゾディアックによるアキバスター襲撃の際に時空のゲートが開き、現実世界から消えた。しかし、あっちゃんと同じ場所へは辿り着いてはおらず、あっちゃんに今の世界を照らしてほしいといわれ現実の世界に戻ってくる。元第72期研究生で、当時の総選挙結果は圏外だったが、その後すぐに襲名している。選抜総選挙速報順位2位。総選挙結果1位（132万6745p）。
6代目 柏木由紀（かしわぎ ゆき） / ゆきりん
声 - 堀江由衣
本名：黒木綾子（くろき あやこ）。星暦0029年2月27日生まれ。19歳。出身星：佐津間星（サツマスター）。身長163cm。
大のアイドル好きで、「一生アイドル」を目指している。人見知りでマイペースな性格だがファンのためには努力は惜しまない。艦長代理も務め、医療も担当する。
選抜総選挙速報順位6位、総選挙結果4位（63万5997p）。
3型目 渡辺麻友（わたなべ まゆ） / まゆゆ
声 - 田村ゆかり
本名：渡辺麻友＝android MAYUYU code-CG-3（わたなべまゆ＝アンドロイド MAYUYU コードCG-3）。生年月日：不明。年齢：不明。出身地：秋葉星（アキバスター）。
メンバー中で唯一、「○型目」と襲名されている。右腕にグレネードランチャーを内蔵しているなど明らかに普通の人間ではなく、出身地以外は不明である。使用するグレネードはスカートの中に吊られている。
選抜総選挙速報順位4位、総選挙結果5位（62万3840p）。
『AKBぜろぜろ女学園』『EPISODE0』『ハート型オペレーション』でも同一人物が登場する。
8代目 小嶋陽菜（こじま はるな）/ こじはる
声 - 能登麻美子
本名：桜木千春（さくらぎ ちはる）。2月2日生まれ。20歳。出身星：ウラワスター。身長163cm。
マイクサーベルではなくハート型のステッキを使っている。研究生期間は長く、ゆうこと同期であった。
自ら自分のことを「にゃんにゃん」と呼んでいる。
選抜総選挙速報順位5位、総選挙結果7位（48万0835p）。
5代目 高橋みなみ（たかはし みなみ）/ たかみな
声 - 白石涼子
本名：有沢栞（ありさわ しおり）。1月8日生まれ。21歳。出身星：宿務星（セブスター）。身長148.5cm。
キャプテンポジション。冷静丁寧正確にがモットー。マイクサーベルだけでなくリボンをつかう。
十分な実力を持つ彼方が襲名できないことに納得が行かず、ツバサに直訴しようとしたことで聖域に迷い込み、襲名キララのことと、たかみなの魂の資質がすでに彼方に移っていることを知ってしまう。なにも知らず自分を慕い憧れる彼方に対する後ろめたさに耐えられず、一度は引退を決めるも、藍花星でのライブ中に蟠りから解放されて彼方を素直に「高橋みなみ」として認めることで、逆に「何よりもメンバーとライブの成功を願う」という初代高橋みなみの魂との同調性が高まり、再び襲名キララはたかみなへと襲名を戻した。結果的に彼方が襲名できなくなったため、彼女のことは特に気に掛けている。
選抜総選挙速報順位1位、総選挙結果2位（118万4848p）。
11代目 板野友美（いたの ともみ） / ともちん
声 - 植田佳奈
本名：板野友世（いたの ともよ）。6月3日生まれ。17歳。出身星：アキバスター。身長154cm。
家は代々板野友美を襲名してきた家系で、オリジナルともちんの遺伝子を濃く受け継ぎ皆そっくりな姿（母（元9代目） - 恒松あゆみ、姉の友華（元10代目） - 大浦冬華、祖母（元8代目） - 片貝薫）をし、婿でさえともちんに似た人（父 - 浜田賢二）を選んでいる。また、ともちんの心得が書かれた「ともちんの書」全48巻という巻物を持ち歩いている（味覚オンチあるという心得があり、激辛党になっている）。得意技は蟹挟。
なお、寮から徒歩で移動できる圏内にある実家は純和風であった。（友歌と織音は訪れたことがある）
選抜総選挙速報順位3位、総選挙結果8位（46万1882p）。
神聖の場所で避難をし、頭痛をしている際に先聖センセイの声が聞こえるようになる。
10代目 宮澤佐江（みやざわ さえ） / さえ
声 - 中原麻衣
本名：朝宮陽子（あさみや ようこ）。12月20日生まれ。16歳。出身星：尾久玉星（オクタマスター）。身長166.5cm。
元76期研究生で、鰐淵恵とは研究生時代に親友であったこともあり、後ろめたさを感じていた。
選抜総選挙速報順位8位、総選挙結果9位（23万2554p）。
10代目 秋元才加（あきもと さやか）/ さやか
声 - 川澄綾子
本名：五十嵐アキラ（いがらし あきら）。星暦0026年8月23日生まれ。21歳。出身星：実芭蕉星（バナナスター）。身長171cm。
男っぽさがあり活発で元気いっぱいで頑張り屋である。10代目さえと一緒に行動することも多い。
選抜総選挙速報順位7位、総選挙結果3位（87万2659p）。
8代目 篠田麻里子（しのだ まりこ） / まりこ様（麻里子様）
岸田美森参照。
14代目 前田敦子（まえだ あつこ）/あっちゃん
本宮凪沙参照。

### その他のメンバー（在籍）
第18話でも一時映っている。
9代目 北原里英 （きたはら りえ））/ きたりえ
選抜総選挙の中間発表で写真のみ登場。現役襲名メンバーで、選抜総選挙速報順位第10位。
7.5代目 横山由依 （よこやま ゆい）/ ゆいはん
7代目 梅田彩佳 （うめだ あやか）/ 梅ちゃん
5代目 片山陽加（かたやま はるか） / はーちゃん
12代目 多田愛佳（おおた あいか） / らぶたん
6代目 大家志津香 （おおや しづか）/ しーちゃん
9代目 倉持明日香（くらもち あすか） / もっちぃ
10代目 高城亜樹 （たかじょう あき）/ あきちゃ
8代目 島崎遥香（しまざき はるか） / ぱるる
7代目 宮崎美穂 （みやざき みほ）/ みゃお

### 襲名メンバー（卒業）
13代目 前田敦子（まえだ あつこ） / あっちゃん
声 - 沢城みゆき
最後のセンターノヴァ。ゆうこが襲名した時期にコンサート中に消え、行方不明になる。行方不明後もなお、ゆうこやツバサなど影響を与え続けている。
7代目 篠田麻里子（しのだ まりこ） / まりこ様
片桐ツバサ参照。
5代目 峯岸みなみ（みねぎし みなみ） / みぃちゃん
南野美果子参照。
10代目 板野友美（いたの ともみ） / ともちん
声 - 大浦冬華
本名：板野友華（いたの ともか） 出身地：アキバスター
先代ともちんとなる11代目の姉。前回総選挙第8位。既に引退。

### その他のメンバー（卒業）
- 6代目 横山由依（よこやま ゆい） / ゆいはん、7代目 大島優子（おおしま ゆうこ） / ゆうこ - 第4話で歴代センターノヴァとして写真のみ登場。
- 7代目 指原莉乃（さしはら りの） / さしこ - 第7話で2年前に卒業したらしい事が言及。『ギャラクシーシンデレラ』に登場した。
- 8代目 北原里英（きたはら りえ） / きたりえ - 第10話で、鈴子が真琴とバスタイムをする時に口にした。6代目ゆいはんと良くバスタイムをしていた模様。
- 8代目 横山由依（よこやま ゆい） / ゆいはん - 第25話で消失したセンターノヴァとして写真のみ登場。
- 1型目 渡辺麻友（わたなべ まゆ）・2型目 渡辺麻友（わたなべ まゆ） / まゆゆ - 3型目と同じく2人ともアンドロイド（ガイノイド）なため、そっくりである。オーディオドラマ前編で名前のみ登場した。

### 関係者
片桐 ツバサ（かたぎり つばさ）
声 - かかずゆみ
AKB0048の支配人兼プロデューサー。元・7代目篠田麻里子（まりこ様）であり、あっちゃんとは仲が良かった。そのあっちゃんが消えた秘密を探るため、襲名メンバーを卒業してサポート側になった。
牛山（うしやま）
声 - 小野大輔
オカマのダンスの先生。研究生を厳しくレッスンするが常に研究生の事を気にかけたり、面倒見がいい優しさを持つ。
パパコック
声 - 山本格
アキバスターのAKB0048の寮のコック。彼の料理はとてもうまいらしい。
南野 美果子（みなみの みかこ）
声 - 小島幸子
グラビア撮影でやってきたカメラマンで、ギョーカイ用語で話す。センターノヴァをしたこともある元・5代目峯岸みなみ（みぃちゃん）であり、もしセンターノヴァを復活するようであれば阻止するとツバサに宣言する。その後、ツバサにはあの時の話は嫉妬だったと話すも、ゾディアックコーポレーションと通じており、センターノヴァの出現によって時空のゲートを開きあっちゃんを連れ戻そうと画策していた。しかし、その想いを利用され、DES軍のアキバスターの襲撃という事態に陥ってしまった。その後、牢に入れられ、高橋みなみ達にセンターノヴァの真実と自身の想いを打ち明けた。その後、DES軍の襲撃を受けるフライングゲット号を守るため、単身出撃するも、弾切れで危ない所に助けられ、彼女たちと和解した。
和解してからは（罪滅ぼしもあって）研究生見習いを自称し、00と行動を共にする。
LASの戦闘操縦テクニックは、AKB0048屈指とされている。
『EPISODE0』で11代目前田敦子が在籍していた時期にセンターノヴァをしていた。
真緒、芽衣、咲夜
声 - 茅野愛衣（真緒）、金元寿子（芽衣）、葉山いくみ（咲夜）
フライングゲットのオペレーター。
先聖センセイ（せんせいせんせい） / S.クワドラプル
声 - 渡辺克己
先聖センセイと呼ばれるアキバスターの奥で謎のワードを発する謎の人物。著作物に名前が載るときは、「S.クワドラプル」と明記される。襲名メンバーでさえ、その正体を調べることは禁止されている。
護（まもる）
声 - 石田晴香（AKB48）
友歌の幼馴染。友歌のことが好きで、その友歌がAKB0048になることは反対だったが、その後AKB0048のファンになり、WOTA藍花星支部に入隊していた。鈴子のファンを自称するものの、友歌のことは密かに思い続けている。
高円寺 葵（こうえんじ あおい）
声 - 古川愛李（SKE48）
WOTA藍花星支部の女性メンバー。友歌のファン。護とは仲が良い。
WOTA リーダー
声 - 保村真
藍花星WOTA支部のリーダー。彼方のファン。彼女の父親とは知り合いだった模様。
覆面の少年
声 - 小林ゆう
7代目指原莉乃のファン。織音アンチ。最終話では部屋に大量の織音のポスターが貼られていた。
やよい
声 - 古川愛李（SKE48）
覆面の少年と同様彼女も織音のファン。
凪沙の父
声 - 大川透
芸能管理局に勤めているため、娘の凪沙がAKB0048になることを断固反対する。後に凪沙がAKB0048の研究生になったことで投獄されてしまう。
凪沙達が助けに来ても拒否するが、護に説得され、凪沙のライブを母と共に見つめた。凪沙に激励し、自分の道を歩むよう言い聞かせた。
その後、ゾディアック・コーポレーションの策略で、芸能とは関係ないデュアリウム採掘の仕事に転属させられる。
凪沙の母
声 - 井上喜久子
夫が芸能管理局に勤めているため、当初は娘の凪沙がAKB0048になることをあまり賛成していなかったが、夫には内緒で凪沙をAKB0048のオーディションへ送り出す。
智恵理の父
声 - 速水奨
大財閥にして巨大軍事企業ゾディアック・コーポレーションのCEO（最高経営責任者）。DES軍に武器の供給や機体の生産も携わっており、それが原因で、智恵理が家出する要因になった。紳士風の顔つきだが、人工キララの完成を目論み、そのために智恵理を利用するなど、狡猾で冷徹な性格。AKB裁判の裏で暗躍、彼女の総選挙の順位を上げていた。また、他のメンバーにもキララとの関係を監視しており、その特性を発見した。南野を利用してDES軍を使ってアキバスターを攻撃して制圧するなど強攻策を取る。智恵理が説得するために射手座星に忍び込んだが、智恵理との再会直前に何者かによって射殺されてしまう。
安永（やすなが）
声 - 清川元夢
園家の執事。
第3代目 トクサン（徳光和夫）
声 - 星野充昭
選抜総選挙で司会を務める。
ヒガシノ二等兵（ひがしのにとうへい）
声 - 武虎
77期生がDGTO軍の軍事要塞ベガスターでの潜入操作を行った際に教育係となったDES軍兵士。真琴と同じ奈仁波星出身。DES軍の隠れ00ファン（真琴推し）で、密かに真琴達を手助けした。後にDES軍を辞めて、WOTAになった。

### AKB48（初代のAKB）
前田敦子（まえだ あつこ）、大島優子（おおしま ゆうこ）、柏木由紀（かしわぎ ゆき）、渡辺麻友（わたなべ まゆ）、高橋みなみ（たかはし みなみ）
オリジナルの前田敦子、大島優子、柏木由紀、渡辺麻友、高橋みなみで、かつて地球でアイドルとして最後まで歌っていたAKB48の初代メンバー。

### その他
第1話 
- オペレーター - 佐藤すみれ（AKB48）
- 警備兵A - 北村謙次
- 警備兵B - 間宮康弘
- 青年 - 松岡禎丞
- 若者 - 赤羽根健治
- 教師 - 高橋良吉
- おばさんA - 沢田泉
- おばさんB - 片貝薫

 第2話 
- アナウンサー - 石田晴香（AKB48）
- オペレーター - 佐藤すみれ（AKB48）
- 空港アナウンス - 村重杏奈（HKT48）
- 船員A - 高橋良吉
- 船員B - 松本忍
- 船員C - 青木強
- 兵士A - 山本格
- 兵士B - 桑畑裕輔

 第3話 
- 巫女A - 石田晴香（AKB48）
- 巫女B - 佐藤すみれ（AKB48）
- 77期研究生候補生A - 前田玲奈
- 77期研究生候補生B - 田頭里奈

 第5話 
- 店員 - 藤田奈央

 第6話 
- 子供の母親 - 小堀友里絵
- DES兵 - 北村謙次

 第9話 
- アリョーナ - 村重杏奈（HKT48）
- ヴェーラ - 東山奈央
- ジーナ - 前田玲奈
- ニーカ - 赤﨑千夏
- WOTA A - 内匠靖明
- WOTA B - 山本格
- DES兵イ - 北村謙次
- DES兵ロ - 間宮康弘

 第11話 
- 男 - 内匠靖明

 第12話 
- WOTA - 内匠靖明
- 見張り - 高橋良吉

 第13話 
- WOTA リーダー - 保村真
- 兵士 - 高橋良吉
- 見張り - 内匠靖明
- DES兵 - 山本格

 第14話 （第2期）
- DES兵A - 山本格
- DES兵B - 山岸治雄
- 部下 - 内匠靖明
- アナウンサー - 新田英人
- 裁判官 - 町田政則

 第15話 
- 研究員 - 杉村憲司
- 司会 - 山本格
- 研究生A - 村川梨衣
- 研究生B - 葉山いくみ
- 研究生C - 田頭里奈
- 観客A - 山崎はるか
- 観客B - 高橋良吉
- 観客C - 野坂尚也

第16話
- 客A - 村田太志
- 客B - 山本兼平
- WOTA - 石川界人
- ファンA - 山本格
- ファンB - 花江夏樹
- ウェイトレス - 内山夕実

第17話
- ファンA - 山本格
- ファンB - 花江夏樹
- 観客A - 杉崎亮
- 観客B - 松本健太

第18話
- 中尉 - 松本忍
- ディーラー - 葉山いくみ
- 政府高官 - 斎藤寛仁
- 将軍 - 藤原貴弘
- 商社重役 - 相馬康一

第19話
- N - 山本格
- 女A - 櫻井浩美
- 女B - 大西沙織
- 男A - 前田弘喜
- 男B - 柳田淳一
- 男C - 野間田一勝

第20話
- アナウンサー - 山本兼平
- 観客A - 高橋良吉
- 観客B - 室元気
- 観客C - 石川賢利
- 観客D - 佐々健太

第21話
- スタッフ - 後藤ヒロキ
- アナウンス - 早志勇紀
- 観客A - 柳田淳一
- 観客B - 山本格

第22話
- WOTA リーダー - 山本格
- 上司 - 喜山茂雄

第23話
- 警備員 - 武田幸史
- ゾディアック隊員A - 山本格
- ゾディアック隊員B - 金本涼輔
- フンギーA - 柳田淳一
- フンギーB - 佐々健太

第24話
- 黒服 - 金本涼輔
- 炭鉱労者 - 山本格

第25話
- WOTA リーダー - 山本格
- 兵士A - 高坂篤志
- 兵士B - 山岸治雄
- 兵士C - 宮本崇弘
- 工作員 - 杉崎亮

第26話（最終回）
- アナウンサー - 早志勇紀
- 観客A - 竹内栄治
- 観客B - 高橋良吉
- 工作員 - 杉崎亮
- 司令官 - 山本格
- 声援 - NO NAMEが実際に行なったライブ「FIRST KILALIVE」に来場したファンの皆さん

## 用語
AKB0048
通称00（ゼロゼロ）。かつて地球に存在した伝説のAKB48初代メンバーを襲名した「会いに行くアイドル」グループ。研究生達のうち、セレクション審査（ハードな練習と、機動隊と対決しステージを守る戦闘のための訓練）を耐え抜き通過した者だけが初代メンバーの名を襲名することができるが、襲名には魂の性質と呼ばれる「襲名の光」が最も重視される。相応しい者がいない場合は空位となるため、現在では襲名メンバーは初代の半数以下の構成となっている。
全ての曲のセンターを任された「超神聖センターノヴァ」が嘗て存在していたが、13代目あっちゃん失踪後に暫く休止。熱海星（アタミスター）における2回目のライブ時、ツバサの発表で、選抜総選挙と共に復活することになった。
AKB0048ライブスーツ
ライブアサルトスーツ（LAS）とも。AKB0048専用の人型戦闘用兵器（パワードスーツ）で、WOTAも旧型の物を使用している。主翼を展開することで、亜音速飛行が可能で、戦車と戦闘機を合わせた特性とライブ支援機能も併せ持つ。また、ゲル状発泡弾を装填した手持ち式ガンランチャーを武器としている。
DES軍の使用する機体に比べ、装甲と武装は劣るも機動性が優れており、襲名メンバーの実力も組み合わせる事で、DES軍の機体を圧倒する機動力を発揮する。
これらはすべて、ツクバ財団傘下の先端企業によって開発されている。
AK-48
最新鋭の軽量素材で作られた、大気圏内外両用のアサルトライフル。形状は地球時代のアサルトライフルであるAK-47に類似している。
人命尊重を重視し、主に電気ショック弾や麻酔弾が使用されている。セレクション審査でのサバイバルゲームでは、ペイント弾を装填して使用されていた。
アンダー
戦闘班に回った襲名メンバーを他のメンバーが担当すること。またはメンバーが休んだときに他のメンバーや研究生が他のポジションを担当すること。
ガーディアンエンジェルズ
AKB0048のLAS部隊。DES軍の襲撃からライブを守る事が任務で、主に戦闘メカと戦う事が多い。
これらを運用できるメンバーは、襲名メンバーの中でもごく少数しか出撃できないが、研修生も手ほどきを受けていれば運用は可能である。
戦艦カチューシャ
遠征ライブへの長距離航行や防衛網の突破に使用されるAKB0048専用戦艦。ベースとなったのは芸能防衛圏の星の軍から払い下げられた旧式戦艦で、電子装備やトレーニング機能の充実が図られているが、戦闘能力や居住性はそれほど重視されていない。フライングゲットを分離させ、ゲリラライブの移動ステージにもなる。
可変強襲ステージ艦フライングゲット
カチューシャに艦載されている、最新鋭の強襲ステージ艦。開発はツクバ財団。短距離用キララドライブを搭載しシャトル形態で大気圏に突入後、翼を広げた鳥のような形態のライブステージに変形する。ステージモードでは重力制御システムによって空中に静止する。この他、LASや輸送艇を搭載している。
フライングプレート
通称セリー。小型の移動型浮遊ステージであり、ステージで移動手段と用いるほか、ライブアサルトスーツのコクピットにも変形が可能。呼称は、その昔AKB劇場にあった“迫り”にちなむという。また、ステージ演出やDES軍の攻撃中もライブを行うなどに様々なパターンで変える「立体フォーメーション」と呼ばれる隊形で行われる。
マイクサーベル
アサルトマイクサーベルとも。ビームサーベルを兼ねるライブ用のマイク。使用者のオーラに反応するため、襲名の光により大きくも小さくもなる。
AKB裁判
園智恵理、東雲楚方、黒木綾子（6代目柏木由紀）に対して、芸能禁止法違反および反政府テロ活動の容疑でD.G.T.Oが軍事特別法を行使して強行した公開裁判。実況中継の元、懲役48年に罰せられる所であったが、直前にメンバーに救出されている。
厳重な警備にも関わらず、容易く逃がしてしまうなど疑問があったが、裏でゾディアック・コーポレーションが暗躍していたことが判明する。
D.G.T.O
Deep Galaxy Trade Organisation（深銀河貿易機構）。軍事政権。あらゆる芸能活動を「人心を惑わすもの」として禁じる「芸能禁止法」を施行。芸能を厳しく弾圧する。
しかし裏では00の戦いを賭けの対象にした非合法のカジノを行い、莫大な利益も上げている。
DES軍（デスぐん）
AKB0048と対立するD.G.T.Oの芸能弾圧特殊部隊。芸能活動する者を拘束するためならば強行手段も辞さず、時には民間人すら手にかけることもある。また、DES軍の中には隠れ00ファンが存在する。
真の目的はアイドルとキララを軍事利用するため、AKB0048を生け捕りにしようとしていた。
戦闘メカ
DES軍が使用する機体で、ライブの妨害や芸能活動する者の拘束などで動くことが多い。また、無人機や有人機など存在する。
ベガスター
DGTO軍が造った軍事要塞。強制労働のために奴隷の少年達が移送された。内部では、AKB0048のライブ時間の長さを賭けた裏カジノが存在する。
WOTA（オタ）
Whole Over Technology Association（総合全技術協会）。本当に危険な時にはAKB0048とともに戦うファン。ミサイリウムでの攻撃や、痛車型の痛スーツ（パワードスーツ）も使用する。母体となったのはキララドライブを発明した研究機関で、豊富な財力と人脈を持っている。
ミサイリウム
小型のロケットモーターを内蔵した大型のサイリウム。短射程のホーミングミサイルとして使用することが可能。
芸能禁止
芸能活動を禁止する法例。禁止の規模は星によって異なり、絶対禁止の星もあればAKB0048の活動により制約の軟化をみせる星もあり、芸能活動が守られている星は「芸能防衛圏」と呼ばれ、特にアキバスターやアタミスターのある星域は「芸能絶対防衛圏」と呼ばれる。
ゲリラチャンネル
AKB0048が出演する専門のチャンネル。主に、バラエティー番組が放送されている。WOTA支援によるゲリラ放送で、芸能禁止が強化された地域に重点的に放送されている。中には地球時代のとあるトークバラエティ番組によく似たスタジオがあり、司会は件の番組の司会者によく似た人物が務めている。
聖なるリリック
先聖センセイとツバサの会話から出てくる謎の単語。詳細は不明だが、襲名・研究生メンバーの資質と成長に反応して、新曲を生みだしていると思われる。
セレクション
研究生メンバーを選出するための審査で、主に一次選考と二次選考により行われる。
一次選考の書類選考は、一次審査に合格した者に秋葉星までのチケットが支給される。また、二次審査の前に戦闘訓練を行ない、二次選考の模擬戦で、ゲリラライブを行うAKB0048の護衛を目的に、DES軍の戦闘メカを捕獲して改修したアグレッサー（仮想敵）と戦うが、大半は脱落する者が多く、大切なステージを守るために逃げずに立ち向かい、どんな時でも仲間を大切に思い続ける者だけが合格し、研究生メンバーとして選ばれる。
センターノヴァ
AKB0048のメインポジションで、すべての曲のセンターを担当する。
不動のセンターと呼ばれ、アイドルの中のアイドルとも言われていた。他のメンバーよりもより強くキララの輝きが最高潮を達した時に光り輝く。また、瞬間を捉える感覚に優れている者がセンターノヴァの素質を持った人物である模様。
しかし、センターの多くは急な卒業や失踪をする者が多く、13代目前田敦子の失踪を最後に、センターノヴァの制度を休止した。
センターノヴァ現象
AKB0048の襲名メンバーが突然消える現象。詳細は不明だったが、後に襲名メンバーのアイドル力と観客のボルテージを感じ取り、キララがより強く光り輝き、その限界を超えて、メンバーが消失してしまった事が明かされた。また、当時5代目峯岸みなみだった美果子もセンターノヴァ現象に巻き込まれたが、消失を免れた模様。
消失したメンバーは何処へ消えたかは現在も不明で、ツバサは、13代目あっちゃんの失踪の謎を解明しようとし、美果子は、センターノヴァの復活を阻止するため、ゾディアックコーポレーションと密約を結び、AKB0048の専属カメラマンとして潜り込み、センターノヴァの出現によって時空のゲートを開きあっちゃんを連れ戻そうと画策した。
センターノヴァ現象の発生する条件は襲名メンバーとキララ、デュアリウムが関係している模様。
センターノヴァはキララを通じてデュアリウムに集められた集合無意識によって時の狭間に呼ばれており、人の心が絶望に飲み込まれないように歌い続けている。
選抜総選挙
センターノヴァ復活と共に発表されたファンによる人気投票上位のメンバーがニューシングル選抜メンバーとなる選挙。13代目あっちゃん在籍時代は毎年行われていた。
ゾディアック・コーポレーション
智恵理の父が社長が射手座星に本社を置く巨大軍事企業。DES軍に武器の供給やDES軍が使用する機体の生産も携わっている。しかし、その裏では、人工キララの開発や研究を行っており、智恵理を利用して完成を目論んでいる。そのためにD.G.T.OやDES軍を利用するなど、協力的ではない一面を持つ。AKB裁判では裏で暗躍しており、彼女の総選挙の順位を上げていた模様。また、デュアリウム採掘のため、フンギスターの生物であるフンギーを迫害するなど、非道な一面を持つ。
アキバスターの地下に保有する大量のデュアリウムを狙って、DES軍を使って襲撃させたりするなど強攻策を取るようになった。
デュアリウム
星間航法の動力源に使われる特殊な物質。またキララのパワーを増幅させる力もありキララドライブにも使われる。
しかし、ごく微量しか採掘できず、アキバスターやフンギスターのように豊富な惑星が存在する。
発光生命体キララ
アイドルのオーラに引き寄せられて、アイドルのオーラを感じて輝くライブの照明や「キララドライブ」と呼ばれるワープのエネルギー源となる超時空生物。その内の1匹は園智恵理といつも一緒にいる。後に二つに分かれて凪沙にもキララが付くようになった。また、デュアリウムの力で輝き増幅させることも可能。
劇場地下の深秋葉原地下神殿には「襲名キララ」と呼ばれる、魂の資質を感知する特別なキララがいる。
ゾディアック・コーポレーションでは人工キララの研究が行われているものの、いまだ成功していない。
『AKB0048 EPISODE0』や『AKB0048 宇宙で一番ガチなヤツ!』、『AKB0048 ♥型オペレーション』などでは容姿や能力など、作品によっては設定が異なっている。
フンギー
声 - 柳田淳一、佐々健太
フンギスターに棲む固有生物。高い知能を持ち穏やかな性格で森と共存している。フンギスターがゾディアックのデュアリウム資源採掘惑星であったため、迫害を受けている。フライングゲットがフンギスターに不時着した時に、織音は子供のフンギーに出会いモフフと名付けた。

## スタッフ
- 企画・監修 - 秋元康[27]
- 原作 - 河森正治[27]、サテライト
- 総監督 - 河森正治[27]
- 監督 - 平池芳正[27]
- AKB48エグゼクティブプロデューサー - 窪田康志
- エグゼクティブプロデューサー - 大月俊倫[27]、佐藤道明
- シリーズ構成 - 岡田麿里[27]
- キャラクターデザイン - 江端里沙[27]
- サブキャラクターデザイン・総作画監督 - 井上英紀[27]、伊藤郁子[27]、いとうまりこ[27]
- 舞踏原画家 - 相澤昌弘[27]
- メカニックデザイン - ブリュネ・スタニスラス[27]
- 美術デザイン - ロマン・トマ[27]、ルガル・ヤン[27]、ニエム・ヴィンセント
- 美術監督 - 伊藤聖[27]
- 色彩設計 - 品地奈々絵[27]
- 撮影監督 - 植田真樹[27]
- 編集 - 坪根健太郎[27]
- CGIプロデューサー - 橋本トミサブロウ
- CGディレクター - 加島裕幸[27]
- 音響監督 - 明田川仁[27]
- 音楽 - 高木洋[27]、スワベック・コバレフスキ[27]
- アニメーションプロデューサー - 金子文雄
- プロデューサー - 宿利剛、川人憲治郎
- アニメーション制作 - SATELIGHT[27]
- 製作 - AKB0048製作委員会

## 外国展開
- Sentai Filmworks（Section 23 Films）（北アメリカ）
- Hanabee （オーストラリア）

## 主題歌・挿入歌
一時的に使われたものも含む（ただしオルゴールなどは含めない）。

### 主題歌
第1期オープニングテーマ「希望について」
作詞 - 秋元康 / 作曲 - 川浦正大 / 編曲 - 野中“まさ”雄一 / 歌 - NO NAME
第1話・第16話ではEDに使用、第13話・第17話・第25話・第26話では劇中歌で使用。
第1期エンディングテーマ「夢は何度も生まれ変わる」
作詞 - 秋元康 / 作曲・編曲 - 伊藤心太郎 / 歌 - NO NAME
第12話・第13話・第16話・第17話・第20話では劇中歌で使用。
第2期オープニングテーマ「主なきその声」（第15話・第16話・第18話 - 第21話・第23話 - 第25話）
作詞 - 秋元康 / 作曲・編曲 - Shusui、ヒロイズム / 歌 - NO NAME
第26話ではEDで使用。
第2期エンディングテーマ「この涙を君に捧ぐ」（第14話・第15話・第18話 - 第25話）
作詞 - 秋元康 / 作曲 - 夏海寛 / 編曲 - 武藤星児 / 歌 - NO NAME
第26話では劇中歌で使用。

### 挿入歌
「会いたかった」（第1話・第3話・第8話・第9話・第21話）
作詞 - 秋元康 / 作曲 - BOUNCEBACK / 編曲 - 田口智則、稲留春雄 / 歌 - AKB48
「少女たちよ」（第1話・第15話）
作詞 - 秋元康 / 作曲 - 小網準 / 編曲 - 生田真心 / 歌 - AKB48
「AKB参上!」（第2話・第17話）
作詞 - 秋元康 / 作曲 - 山崎燿 / 編曲 - Funta7 / 歌 - AKB48
「Beginner」（第3話・第8話・第15話・第16話）
作詞 - 秋元康 / 作曲・編曲 - 井上ヨシマサ / 歌 - AKB48
第3話では、イントロで高橋みなみが発する「In your position, Set！」のコールは、声はそのままにツバサが発する形を採っている。
「ポニーテールとシュシュ」（第3話・第16話・第19話）
作詞 - 秋元康 / 作曲 - 多田慎也 / 編曲 - 生田真心 / 歌 - AKB48
「ヘビーローテーション」（第4話・第9話・第17話・第18話・第21話）
作詞 - 秋元康 / 作曲 - 山崎燿 / 編曲 - 田中ユウスケ / 歌 - AKB48
「初日」（第4話・第14話・第16話）
作詞 - 秋元康 / 作曲 - 岡田実音 / 編曲 - 市川裕一 / 歌 - AKB48
「檸檬の年頃」 (第4話)
作詞 - 秋元康 / 作曲 - スミダシンヤ / 編曲 - 野中"まさ"雄一 / 歌 - AKB48
「真夏のSounds good !」（第6話）
作詞 - 秋元康 / 作曲・編曲 - 井上ヨシマサ / 歌 - AKB48
「アンチ」（第6話）
作詞 - 秋元康 / 作曲・編曲 - ツキダタダシ / 歌 - AKB48
「RIVER」（第7話・第9話・第18話・第25話）
作詞 - 秋元康 / 作曲・編曲 - 井上ヨシマサ / 歌 - AKB48
「黄金センター」（第7話）
作詞 - 秋元康 / 作曲 - 飯田建彦 / 編曲 - 野中“まさ”雄一 / 歌 - AKB48
「涙のシーソーゲーム」（第9話）
作詞 - 秋元康 / 作曲 - 松本俊明 / 編曲 - 中西亮輔 / 歌 - AKB48
「ハート型ウイルス」（第9話）
作詞 - 秋元康 / 作曲・編曲 - 井上ヨシマサ / 歌 - AKB48
「支え」（第9話）
作詞 - 秋元康 / 作曲 - 太田美知彦 / 編曲 - 樫原伸彦 / 歌 - AKB48
第9話ではメインライブの2曲目として、そのままED曲として使用した（ED画面ではなくストーリーは続いた）。
「To be continued.」（第11話）
作詞 - 秋元康 / 作曲・編曲 - 井上ヨシマサ / 歌 - AKB48
「渚のCHERRY」（第11話・第12話・第13話）
作詞 - 秋元康 / 作曲 - 羽場仁志 / 編曲 - 影家淳 / 歌 - AKB48
「大声ダイヤモンド」（第11話・第12話・第19話）
作詞 - 秋元康 / 作曲・編曲 - 井上ヨシマサ / 歌 - AKB48
「約束よ」（第13話）
作詞 - 秋元康 / 作曲 - 鈴木Daichi秀行 / 編曲 - 近田潔人 / 歌 - AKB48
「虹の列車」（第13話・第14話・第21話・第26話）
作詞 - 秋元康 / 作曲 - 藤本貴則 / 編曲 - 野中“まさ”雄一 / 歌 - NO NAME
第13話ではED曲として使用した。
「Pioneer」（第14話）
作詞 - 秋元康 / 作曲・編曲 - 野中“まさ”雄一 / 歌 - AKB48
「君が星になるまで」（第14話）
作詞 - 秋元康 / 作曲 - 山崎燿 / 編曲 - 田口智則、稲留春雄 / 歌 - AKB48
「奇跡は間に合わない」（第17話）
作詞 - 秋元康 / 作曲 - 宮島律子 / 編曲 - 関淳二郎 / 歌 - AKB48
「制服レジスタンス」（第17話）
作詞 - 秋元康 / 作曲 - 伊藤心太郎 / 編曲 - 百石元 / 歌 - AKB48
「僕だけのvalue」（第18話）
作詞 - 秋元康 / 作曲 - 小網準 / 編曲 - 生田真心 / 歌 - AKB48
「チャンスの順番」（第19話）
作詞 - 秋元康 / 作曲 - 小西裕子 / 編曲 - 生田真心 / 歌 - AKB48
「摩天楼の距離」（第19話）
作詞 - 秋元康 / 作曲 - 小網準 / 編曲 - QuinN / 歌 - AKB48
「RESET」（第19話）
作詞 - 秋元康 / 作曲 - 俊龍 / 編曲 - SizuK / 歌 - AKB48
「上からマリコ」（第20話）
作詞 - 秋元康 / 作曲 - 川浦正大 / 編曲 - 生田真心 / 歌 - AKB48
「転がる石になれ」（第21話）
作詞 - 秋元康 / 作曲 - 山崎燿 / 編曲 - Funta / 歌 - AKB48
「風は吹いている」（第21話・第26話）
作詞 - 秋元康 / 作曲 - 河原嶺旭 / 編曲 - 河原嶺旭、野中“まさ”雄一 / 歌 - AKB48
「Blue rose」（第22話）
作詞 - 秋元康 / 作曲 - 上田晃司 / 編曲 - 大内哲也 / 歌 - AKB48
「ウッホウッホホ」（第23話）
作詞 - 秋元康 / 作曲 - Jupiter / 編曲 - Funta7 / 歌 - AKB48
「☆の向こう側」（第24話）
作詞 - 秋元康 / 作曲・編曲 - 井上ヨシマサ / 歌 - AKB48

## 各話リスト
| 話数     | サブタイトル        | 脚本     | 絵コンテ                   | 演出                       | 作画監督                                                                                                  | 総作画監督                              |
| 第1期    | 第1期               | 第1期    | 第1期                      | 第1期                      | 第1期 | 第1期                                   |
| -------- | ------------------- | -------- | -------------------------- | -------------------------- | --- | --------------------------------------- |
| Stage 1  | 消せない夢          | 岡田麿里 | 河森正治 平池芳正          | 高島大輔                   | 山田裕子、長坂寛治                                                                                        | 井上英紀 伊藤郁子                       |
| Stage 2  | 選ばれし光          | 岡田麿里 | 河森正治 平池芳正          | 水本葉月 高島大輔 筑紫大介 | 小倉典子、今西亨 杉村友和                                                                                 | 井上英紀 伊藤郁子                       |
| Stage 3  | 星屑セレクション    | 岡田麿里 | 島津裕行                   | 大野和寿                   | 安藤正浩、古澤貴文                                                                                        | いとうまりこ                            |
| Stage 4  | その努力裏切らない  | 岡田麿里 | 安田賢司                   | 大脊戸聡                   | 伊藤大翼、大河内忍 坂本俊太                                                                               | 井上英紀 伊藤郁子                       |
| Stage 5  | それぞれの休日      | 岡田麿里 | 平地芳正 島津裕行          | 筑紫大介                   | 福世孝明、加野晃                                                                                          | 井上英紀 伊藤郁子                       |
| Stage 6  | はじめての握手会    | 岡田麿里 | 三浦和也                   | 三浦和也                   | 長坂寛治、山本真理子                                                                                      | いとうまりこ                            |
| Stage 7  | 襲名キララ          | 岡田麿里 | 安田賢司                   | 安田賢司                   | 伊部由起子、北川大輔 砂川正和、野道佳代                                                                   | 井上英紀 伊藤郁子                       |
| Stage 8  | その名は、誰のもの? | 岡田麿里 | 西村純二                   | 松田清                     | 今西亨、藤本さとる                                                                                        | いとうまりこ                            |
| Stage 9  | キモチリレーション  | 岡田麿里 | 河森正治 平池芳正          | 高島大輔                   | 大河内忍、坂本俊太 塩川貴史、式地幸喜                                                                     | 伊藤郁子 井上英紀                       |
| Stage 10 | 波間のキセキ        | 岡田麿里 | 島津裕行                   | 大野和寿                   | 杉村友和、山本真理子 長坂寛治                                                                             | 井上英紀 伊藤郁子                       |
| Stage 11 | ランカスター再び    | 岡田麿里 | 小野勝巳                   | 伊藤達文                   | 式地幸喜、ふくだのりゆき 新妻瑠維                                                                         | いとうまりこ                            |
| Stage 12 | 愛をうたうアイドル  | 岡田麿里 | 小野勝巳 河森正治          | 水本葉月 筑紫大介 松田清   | 今西亨、後藤麻里子 栗原学、大河原晴男                                                                     | 伊藤郁子、井上英紀 いとうまりこ         |
| Stage 13 | 笑顔のために        | 岡田麿里 | 河森正治 島津裕行          | 高島大輔                   | 相澤昌弘、今西亨 大河内忍、栗原基彦 坂本俊太、塩川貴史 式地幸喜、杉村友和 藤本さとる、長坂寛治 山本真理子 | 伊藤郁子、井上英紀 いとうまりこ         |
| 第2期    |                     |          |                            |                            | |                                         |
| Stage 14 | 少女裁判            | 岡田麿里 | 河森正治                   | 高島大輔                   | 山田裕子、今西亨 長坂寛治                                                                                 | 伊藤郁子 井上英紀                       |
| Stage 15 | 衝撃の新展開!?      | 根元歳三 | 島津裕行                   | 大野和寿                   | 大河内忍、塩川貴史 舘崎大                                                                                 | いとうまりこ                            |
| Stage 16 | アイドルの夜明け前  | 岡田麿里 | 河森正治 松田清            | 松田清                     | 渡部由紀子、石田啓一 坂本俊太                                                                             | 伊藤郁子 井上英紀                       |
| Stage 17 | 新選抜総選挙        | 岡田麿里 | 河森正治 平池芳正          | 小高義規                   | 大河原晴男、後藤麻里子 山本真理子                                                                         | 伊藤郁子 井上英紀                       |
| Stage 18 | 禁じられた星        | 樋口達人 | 福田道生                   | 伊藤達文                   | 丸英男、渡部貴善                                                                                          | いとうまりこ                            |
| Stage 19 | 輝きを継ぐ者        | 根元歳三 | 島津裕行 河森正治          | 高島大輔                   | 大河内忍、塩川貴史 舘崎大、山田裕子                                                                       | 伊藤郁子 井上英紀                       |
| Stage 20 | 美森革命            | 樋口達人 | 小野勝巳                   | 大野和寿                   | 吉岡敏幸、細川修平 佐々木一浩、森田実                                                                     | 今西亨                                  |
| Stage 21 | 決戦アキバスター    | 岡田麿里 | 河森正治 松田清            | 松田清                     | 内田孝、坂本俊太 長坂寛治、渡部由紀子                                                                     | 伊藤郁子 井上英紀                       |
| Stage 22 | 青い裏切り          | 根元歳三 | 伊藤達文                   | 伊藤達文                   | 渡部貴善、塩川貴史 石田啓一                                                                               | いとうまりこ 今西亨                     |
| Stage 23 | 絶叫パラダイス      | 樋口達人 | 福田道生                   | 小高義規 近藤一英          | 栗原基彦、畑智司 大河原晴男                                                                               | 井上英紀 伊藤郁子                       |
| Stage 24 | 扉の向こう側        | 根元歳三 | 島津裕行                   | 福島宏之                   | 小山知洋、後藤麻梨子 坂本俊太、山田裕子                                                                   | 井上英紀、伊藤郁子 今西亨               |
| Stage 25 | 劇場への道          | 岡田麿里 | 島津裕行 平池芳正 河森正治 | 松田清                     | 石田啓一、大河内忍 舘崎大、渡部由紀子                                                                     | いとうまりこ 今西亨                     |
| Stage 26 | NO NAME…            | 岡田麿里 | 河森正治                   | 高島大輔                   | 栗原基彦、後藤麻里子 坂本俊太、塩川貴史 長坂寛治、渡部貴善 畑智司                                         | 井上英紀、伊藤郁子 いとうまりこ、今西亨 |

## 放送局
| 放送地域 | 放送局             | 放送期間                       | 放送日時           | 放送系列            | 備考                        |
| 第1期    | 第1期              | 第1期                          | 第1期              | 第1期               | 第1期                       |
| -------- | ------------------ | ------------------------------ | ------------------ | ------------------- | --------------------------- |
| 神奈川県 | tvk                | 2012年4月29日 - 7月22日        | 日曜 23:00 - 23:30 | 独立局              | 編成                        |
| 群馬県   | 群馬テレビ         | 2012年4月29日 - 7月22日        | 日曜 23:30 - 24:00 | 独立局              | 編成                        |
| 埼玉県   | テレ玉             | 2012年4月29日 - 7月22日        | 日曜 23:30 - 24:00 | 独立局              | 編成                        |
| 兵庫県   | サンテレビ         | 2012年4月29日 - 7月22日        | 日曜 23:30 - 24:00 | 独立局              | 編成                        |
| 広島県   | 広島テレビ         | 2012年4月29日 - 7月22日        | 日曜 25:20 - 25:50 | 日本テレビ系列      |                             |
| 栃木県   | とちぎテレビ       | 2012年4月30日 - 7月23日        | 月曜 23:30 - 24:00 | 独立局              | 編成                        |
| 宮城県   | 東北放送           | 2012年5月1日 - 7月24日         | 火曜 25:10 - 25:40 | TBS系列             |                             |
| 北海道   | 北海道テレビ       | 2012年5月3日 - 8月2日          | 木曜 26:15 - 26:45 | テレビ朝日系列      | 編成                        |
| 三重県   | 三重テレビ         | 2012年5月4日 - 7月27日         | 金曜 17:00 - 17:30 | 独立局              | 編成 第13話は未放送         |
| 千葉県   | チバテレビ         | 2012年5月5日 - 7月28日         | 土曜 23:30 - 24:00 | 独立局              | 編成                        |
| 京都府   | KBS京都            | 2012年5月5日 - 7月28日         | 土曜 23:30 - 24:00 | 独立局              | 編成                        |
| 日本全域 | BS11               | 2012年5月9日 - 8月1日          | 水曜 27:00 - 27:30 | BS放送              | ANIME+枠                    |
| 福島県   | 福島テレビ         | 2012年5月9日 - 8月8日          | 水曜 15:30 - 16:00 | フジテレビ系列      |                             |
| 岩手県   | IBC岩手放送        | 2012年5月11日 - 8月3日         | 金曜 15:50 - 16:20 | TBS系列             |                             |
| 福岡県   | TVQ九州放送        | 2012年7月1日 - 9月23日         | 日曜 6:30 - 7:00   | テレビ東京系列      |                             |
| 日本国内 | NOTTV 1            | 2012年7月4日 - 10月10日        | 水曜 22:30 - 23:00 | モバキャス          | NOTTV 2にてリピート放送あり |
| 東京都   | TOKYO MX           | 2012年7月7日 - 9月29日         | 土曜 25:30 - 26:00 | 独立局              | S1にてリピート放送あり      |
| 日本全域 | みんなでストリーム | 2012年7月14日 - 10月6日        | 土曜 24:00 - 24:30 | ネット配信          | 再配信あり                  |
| 長崎県   | 長崎放送           | 2012年7月23日 - 10月15日       | 月曜 25:00 - 25:30 | TBS系列             |                             |
| 日本全域 | アニマックス       | 2012年10月24日 - 2013年1月23日 | 水曜 22:00 - 22:30 | アニメ専門BS/CS放送 | リピート放送あり            |
| 日本全域 | ニコニコ生放送     | 2012年12月9日                  | 土曜 18:00 - 25:30 | ネット配信          | 一挙放送                    |
| 第2期    |                    |                                |                    |                     |                             |
| 千葉県   | チバテレビ         | 2013年1月5日 - 3月30日         | 土曜 25:00 - 25:30 | 独立局              | 編成                        |
| 神奈川県 | tvk                | 2013年1月5日 - 3月30日         | 土曜 25:00 - 25:30 | 独立局              | 編成                        |
| 東京都   | TOKYO MX           | 2013年1月5日 - 3月30日         | 土曜 25:30 - 26:00 | 独立局              |                             |
| 福岡県   | TVQ九州放送        | 2013年1月6日 - 3月31日         | 日曜 6:30 - 7:00   | テレビ東京系列      |                             |
| 埼玉県   | テレ玉             | 2013年1月6日 - 3月31日         | 日曜 23:30 - 24:00 | 独立局              | 編成                        |
| 兵庫県   | サンテレビ         | 2013年1月6日 - 3月31日         | 日曜 23:30 - 24:00 | 独立局              | 編成                        |
| 栃木県   | とちぎテレビ       | 2013年1月6日 - 3月31日         | 日曜 23:45 - 24:15 | 独立局              | 編成                        |
| 京都府   | KBS京都            | 2013年1月6日 - 3月31日         | 日曜 24:00 - 24:30 | 独立局              | 編成                        |
| 広島県   | 広島テレビ         | 2013年1月6日 - 3月31日         | 日曜 25:50 - 26:20 | 日本テレビ系列      |                             |
| 福島県   | 福島テレビ         | 2013年1月9日 - 4月3日          | 水曜 15:28 - 15:58 | フジテレビ系列      |                             |
| 宮城県   | 東北放送           | 2013年1月10日 - 4月4日         | 木曜 25:30 - 26:00 | TBS系列             |                             |
| 三重県   | 三重テレビ         | 2013年1月11日 - 4月5日         | 金曜 17:00 - 17:30 | 独立局              | 編成                        |
| 日本全域 | BS11               | 2013年1月11日 - 4月5日         | 金曜 23:30 - 24:00 | BS放送              | ANIME+枠                    |
| 北海道   | 北海道テレビ       | 2013年1月12日 - 4月6日         | 土曜 26:45 - 27:15 | テレビ朝日系列      | 編成                        |
| 群馬県   | 群馬テレビ         | 2013年1月13日 - 4月7日         | 日曜 23:30 - 24:00 | 独立局              | 編成                        |
| 日本全域 | GyaO!              | 2013年1月17日 - 4月11日        | 木曜 24:00 更新    | ネット配信          | [ 28 ]                      |
| 日本国内 | NOTTV 1            | 2013年2月4日 - 4月30日         | 火曜 20:30 - 21:00 | モバキャス          | NOTTV 2にてリピート放送あり |

## Blu-ray・DVD
全巻購入者対象連動特典として、初回製造分に2013年に開催のスペシャルイベント参加応募券が付属。Blu-ray版では第1期と第2期のVOL.01を除く全巻がソニーが開発した映像用階調補完技術でもある「Super Bit Mapping for Video」による映像がリマスタリング処理がなされている。
DVDレンタルも2012年6月27日から開始され、ほとんどのオンラインDVDレンタルおよび一部店舗を除く全国のレンタルDVD店にて取り扱われている。
第1期
- VOL.01 2012年6月27日発売 第1話ディレクターズカット収録 DVD：KIBA-1957 / Blu-ray：KIKA-194
- VOL.02 2012年7月25日発売 第2話 - 第4話収録 DVD：KIBA-1958 / Blu-ray：KIKA-195
- VOL.03 2012年9月5日発売 第5話 - 第7話収録 DVD：KIBA-1959 / Blu-ray：KIKA-196
- VOL.04 2012年9月26日発売 第8話 - 第10話収録 DVD：KIBA-1960 / Blu-ray：KIKA-197
- VOL.05 2012年10月31日発売 第11話 - 第13話収録 DVD：KIBA-1961 / Blu-ray：KIKA-198

第2期
- VOL.01 2013年3月27日発売 第14話収録 DVD：KIBA-2005 / Blu-ray：KIKA-272
- VOL.02 2013年5月8日発売 第15話 - 第17話収録 DVD：KIBA-2006 / Blu-ray：KIKA-273
- VOL.03 2013年6月5日発売 第18話 - 第20話収録 DVD：KIBA-2007 / Blu-ray：KIKA-274
- VOL.04 2013年6月26日発売 第21話 - 第23話収録 DVD：KIBA-2008 / Blu-ray：KIKA-275
- VOL.05 2013年7月24日発売 第24話 - 第26話収録 DVD：KIBA-2009 / Blu-ray：KIKA-276

## Webラジオ
『AKB0048in仲谷明香（仮）』（第1回 - 第9回）
『AKB0048 仲谷明香の突撃ゲリララジオ!』（第10回 - 第31回）
2012年8月3日より2013年3月30日までアニメイトTVで配信されたウェブラジオ番組。第9回に正式タイトルが決定、命名は河森正治。2012年12月22日には先行上映イベントで公開収録を実施。
- パーソナリティ - 仲谷明香
- ゲスト - 放送リスト参照

放送リスト
| 回数   | サブタイトル                                                                                 | ゲスト              | 配信日         |
| ------ | -------------------------------------------------------------------------------------------- | ------------------- | -------------- |
| 第1回  | 藍田織音役・仲谷明香 WEBラジオ始めました!                                                    |                     | 2012年 8月3日  |
| 第2回  | 藍田織音役・仲谷明香 アニメの事、ホンネで語っちゃいました!                                   |                     | 8月10日        |
| 第3回  | 藍田織音役・仲谷明香 おもしろトーク、繰り広げちゃいました!                                   |                     | 8月17日        |
| 第4回  | 岸田美森役・すーちゃんこと佐藤すみれさん登場!                                                | 佐藤すみれ          | 8月24日        |
| 第5回  | 東雲彼方役・いしたんこと石田晴香さんとガチトーク!!                                           | 石田晴香            | 8月31日        |
| 第6回  | なかやん & すーちゃん & いしたん、3人で恋バナしちゃいました♪                                 | 佐藤すみれ 石田晴香 | 9月7日         |
| 第7回  | 一条友歌役・佐藤亜美菜さんと声優選抜のチカラ、見せちゃいました!                              | 佐藤亜美菜          | 9月14日        |
| 第8回  | 本宮凪沙役・岩田華怜さんとムチャ振りに答えちゃいました!                                      | 岩田華怜            | 9月21日        |
| 第9回  | 佐藤亜美菜さん & 岩田華怜さんと本音トークで盛り上がっちゃいました!                           | 佐藤亜美菜 岩田華怜 | 9月29日        |
| 再放送 | 番組名決定記念大放出! 第1回〜第9回再放送                                                     |                     | 10月5日        |
| 第10回 | 超豪華ゲストが河森総監督、華麗に“突撃”登場!!                                                 | 河森正治            | 10月12日       |
| 第11回 | 河森総監督の本音、聞いちゃいました!                                                          | 河森正治            | 10月20日       |
| 第12回 | 『牛丼1つ、ツユダクでお願いします』by 藍田織音                                               | 岩田華怜            | 10月27日       |
| 第13回 | 突撃ゲスト・岩田華怜さん登場! ラストには衝撃の重大情報が!!                                   | 岩田華怜            | 11月3日        |
| 第14回 | 祝☆番組延長!! これからも宜しくお願いします!                                                  | 佐藤亜美菜          | 11月17日       |
| 第15回 | 「ワイルドだぜぇ〜」（by オリちゃん & カナちゃん）                                           | 石田晴香            | 11月24日       |
| 第16回 | メンバーの事、改めて語っちゃいました…そして最後には衝撃発表も!                               | 石田晴香 佐藤亜美菜 | 12月1日        |
| 第17回 | 第17回目にして…! まさかのタイミングで番組オリジナルあいさつが決定☆                           |                     | 12月8日        |
| 第18回 | NO NAME=○○ネタ! と生○○!!                                                                     | 佐藤すみれ          | 12月15日       |
| 第19回 | 「お姉さま…」「こっちへいらっしゃい、織音…」美森と織音、アブない展開に!?                     | 佐藤すみれ          | 12月22日       |
| 第20回 | アニメAKB0048アフレコスタジオへ突撃!!!!!!!                                                   |                     | 12月29日       |
| 第21回 | 東雲楚方役・矢神久美さんと神崎鈴子役・秦佐和子さんが突撃!!                                   | 矢神久美 秦佐和子   | 2013年 1月19日 |
| 第22回 | 一緒に寝る?（by なかやん）」「シングルじゃなくて、ダブルで…!（by 秦佐和子）」                | 矢神久美 秦佐和子   | 1月26日        |
| 第23回 | SKE2人組またまた突撃!矢神久美さんと秦佐和子さんの天然トークにも、なかやん慣れてきたようです♪ | 矢神久美 秦佐和子   | 2月2日         |
| 第24回 | もはや準レギュラー1?岸田美森役・佐藤すみれさんとライブトーク!                                | 佐藤すみれ          | 2月16日        |
| 第25回 | 男子必聴!!なかやん & すーちゃんで“男の子の願望”叶えちゃいます!!                              | 佐藤すみれ          | 2月23日        |
| 第26回 | ライブの舞台裏が明らかに!!一条友歌役・佐藤亜美菜さんとライブの思い出トーーーク♪              | 佐藤亜美菜          | 3月2日         |
| 第27回 | なかやん＆すーちゃんで、AKBユニット祭り開催☆                                                 | 佐藤すみれ          | 3月9日         |
| 第28回 | 「なかやん&亜美菜さんでリアル女子会!?なかやんは家では○○!!（by佐藤亜美菜）」                  | 佐藤亜美菜          | 3月16日        |
| 第29回 | 「センターノヴァ決めふたたび!ハイソックスのノヴァ誕生!?」                                    | 佐藤亜美菜          | 3月23日        |
| 第30回 | AKB0048 仲谷明香の突撃ゲリララジオ!                                                          |                     | 3月30日        |
| 第31回 | 「色々な出会いと、新たな旅立ちに乾杯っ!」                                                    |                     | 4月6日         |

## 作品時系列
- 西暦2005年 AKB48結成
- 星暦0038年 『AKB0048外伝 とびだせ!AKBぜろぜろ女学園』
- 星暦0041年 『AKB0048 EPISODE0』
- 星暦0044年 藍花星でのゲリラライブ（テレビアニメ第1話）
- 星暦0048年 『AKB0048 ♥型オペレーション』
- 星暦0048年 テレビアニメ『AKB0048』
- 星暦0098年 『AKB0048 宇宙で一番ガチなヤツ!』

## 関連漫画作品
「講談社×AKBOO48」と題し4誌で別の時代のスピンオフを連載。

### EPISODE0
『AKB0048 EPISODE0』（エーケービーゼロゼロフォーティエイト エピソードゼロ）は、『なかよし』2012年2月号から2013年12月にかけて連載されたスピンオフコミック。企画は秋元康、原作は河森正治・サテライト、漫画は美麻りん。元々は河森がアニメ化にあたって制作した初期プロットの設定をベースとしている。

#### ストーリー（EP0）
星暦0041年、AKB学院に通うなにをやってもドジな研究生、星名ふれあは突如前田敦子を襲名することになる。

#### 登場人物（EP0）

##### メインキャラクター
星名ふれあ（ほしな ふれあ） / 12代目 前田敦子
主人公。AKB学院第68期研究生。なにをやってもドジばかりだったが、前田敦子を襲名することになる。襲名してからも前田敦子と呼ばれることには抵抗がある。
新曲選抜では白組キャプテンとなり選抜落ちした場合は資格剥奪を言い渡される。春花舞他メンバーの反発もあったものの、結果赤組と同点となる。
北條乃愛（ほうじょう のあ）
ふれあの幼馴染で研究生トップ。ふれあが選抜メンバーとなったことで壁を作ってしまう。ふれあのアンダーに選ばれる。
ふれあがアイドルとしての頭角を現してきている事に、次第に追い詰められ遂にはDES軍に内通しAKB0048の妨害工作をしてしまう。
ポワ
ふれあに懐いている発光生命体。
春花舞（はるはな まい）
宇宙ライブツアー終了のころに加入した第72期研究生。ふれあが12代目前田敦子に向いていないと指摘、新曲選抜ではふれあと同じ白組となり、その挫けない姿を見るうちに認めるようになる。
謎の少年
眼鏡をかけた少年。DES軍に通じており、センターノヴァを阻止するために画策する。

##### 選抜クラス（襲名メンバー）
5代目 高橋みなみ
しっかり者で頼れるキャプテン。11代目前田敦子と同じ熱海星出身で幼馴染。相談もなく卒業していった11代目前田と喧嘩状態にあったがふれあのおかげで仲直りした。
8代目 大島優子
実力抜群で明るくムードメーカー。新曲選抜では赤組キャプテンとなり、白組とは同点であったものの負けを認め、また膝を痛めていることもありAKB0048からの卒業を発表した。
3型目 渡辺麻友
10代目 板野友美
7代目 篠田麻里子
10代目 秋元才加
通称0048のツインタワー。ゲリラライブを中心に活動している。
10代目 宮澤佐江
通称0048のツインタワー。ゲリラライブを中心に活動している。

##### その他
トミサキ理事長
AKB学院理事長。ふれあが襲名したことには疑問を感じていたが、徐々に認めるようになる。
11代目 前田敦子
ふれあより先代の前田敦子。5代目高橋とは同じ熱海星出身で幼馴染。恐ろしくマイペース。センターノヴァにはなれず、0048卒業後は故郷を守りたく熱海星で「ホテル クイーン スカイコート」のオーナーをしている。
『とびだせ!AKBぜろぜろ女学園』の11代目前田敦子とは性格や容姿が異なる。

#### 単行本（EP0）
- 第1巻 2012年4月27日発売 ISBN 978-4063643510 / 特装版 ISBN 978-4063622201
- 第2巻 2012年8月6日発売 ISBN 978-4063643596
- 第3巻 2012年12月28日発売 ISBN 978-4063643718
- 第4巻 2013年3月6日発売 ISBN 978-4063643787

### ハート型オペレーション
『AKB0048 ♥型オペレーション』（エーケービーゼロゼロフォーティエイト ハートがたオペレーション）は、『別冊フレンド』2012年2月号から8月号まで連載されたスピンオフコミック。テレビアニメの前日譚となり、東雲彼方が主人公となる。

#### ストーリー（ハート型）
星暦0048年、選抜メンバー見習いとなった東雲彼方は、前田敦子らと共に惑星ウィーン・テレプシコル星学園に潜入し難事件の解決に乗り込むこととなった。

#### 登場人物（ハート型）

##### メインキャラクター
東雲彼方
AKB0048の研究生。選抜メンバー見習いとしてテレプシコル藝術学園に体験入学し難事件の解決に乗り込む。
銀ユノ（しろがね ユノ）
惑星ウィーン・テレプシコル星学園副生徒会長。父親は反連合組織幹部。AKB0048に対していい印象を持っていなかったものの、彼方に助けられ認めるようになる。実は深銀河貿易機構のスパイで、理事長を操っていた黒幕。
アベル・ヴィルゴー
テレプシコル星学園副生徒会長。彼方に対しても優しく接する青年。本名はアベル・ノームで、実は本物の怪盗エリクシアであった。
嘉神リサ（かがみ リサ）
テレプシコル星学園生徒会長。黒キララに取り込まれ偽エリクシアに演じさせられる。
アルマ・ラウル
テレプシコル星学園理事長。エリクシアを名乗るが偽者であり、負の感情を司る黒いキララ「黒キララ」を使う。
怪盗エリクシア
自称、銀河を揺るがす大怪盗。テレプシコル藝術学園にあるという初代AKBの衣装を狙う。
YKB48（ワイケイビーフォーティーエイト）
13代目前田敦子のデータを元に黒キララで強化した48人のユノの人造私兵。
ペトロ・クーロ
初代理事長。名前のみで本編中には未登場。

##### 選抜襲名メンバー
それぞれキララが憑いており、力を発揮するときにマイクロ化した固有のアイテムが出現する。
13代目 前田敦子
彼方と共にテレプシコル藝術学園に潜入する。寡黙で常にクールな性格で、AKB48選抜メンバーの名前を襲名した「襲名メンバー」のセンターを務めるだけあって、その実力は折り紙付き。キララの力はレイピア。
9代目 大島優子
彼方と共にテレプシコル藝術学園に潜入する。キララの力は星型のタンバリン。一見陽気に振舞っているが人一倍周囲に気を配っており、いつも笑顔を絶やさず、みんなの心を明るくしてくれるムードメーカーでもある。
8代目 小嶋陽菜
彼方と共にテレプシコル藝術学園に潜入する。キララの力はハート型のステッキ。
11代目 板野友美
新たに潜入したメンバーで、AKB0048イチの狙撃の腕を持つ女忍者。キララの力はイヤリングから変化する二丁の銃。
10代目 宮澤佐江
5代目 高橋みなみ
3型目 渡辺麻友
10代目 秋元才加

##### その他
ツバサ
支配人兼プロデューサー。彼方達を学園に送り込ませる。
東雲楚方
彼方の妹。回想中で登場。
岸田美森
彼方と同期研究生で親友。最終回のみ登場。

#### 単行本（ハート型）
- 第1巻 2012年5月11日発売 ISBN 978-4063418040
- 第2巻 2012年8月6日発売 ISBN 978-4063766813

### とびだせ!AKBぜろぜろ女学園
『AKB0048外伝 とびだせ!AKBぜろぜろ女学園』（エーケービー ゼロゼロフォーティエイトがいでん とびだせ!エーケービーぜろぜろじょがくいん）は、『マガジンSPECIAL』2012年No.2から2014年No.2まで連載していたギャグテイストのスピンオフコミック。構成三島ヒデユキ、漫画須賀達郎。『週刊少年マガジン』2012年第12号に「3年後の君へ」を出張読切掲載。

#### ストーリー（ぜろぜろ女学園）
私立秋葉学園を普通の全寮制女子高だと思い入学した一の瀬要。しかしそこはAKB0048を育成するためのAKBぜろぜろ女学園だった。

#### 登場人物（ぜろぜろ女学園）
一の瀬要（いちのせ かなめ）
主人公。15歳。地元の高校に合格したものの書類を紛失して中学浪人しかけたところを、無試験で入学できる私立秋葉学園を普通の学園だと勘違いして入学し、AKBぜろぜろ女学園の研究生になる。何もないところでコケることができる超天然ドジっ娘。運動能力はゼロで唯一得意なスポーツはシーソー。キララの保護者でもある。
0038年2月バレンタイン公演研究生ゲリラライブでは（あみだくじで）センターに抜擢される。小沢華音の教育係に指名されるが華音には頭が上がらない。
不思議生命体キララ
ボール大の不思議生物。アイドルのオーラに引き寄せられ感応して光る。
シノザキマリナ
AKBぜろぜろ女学園教務主任。元5代目篠田麻里子。美少女マニアで、スキあれば一の瀬要をセクハラしようとする。沙雪に至っては20歳以上と思ってスルーした。ジャンケンは強い。心霊系は苦手。好物はカレー。卒業後は板野とともにファッションブランドを立ち上げた。
ミスターX（ミスターエックス）
AKBぜろぜろ女学園を統率する最高責任者で影の校長であるが、姿は見せずスピーカー越しに話す。スピーカーの消滅（自爆）は趣味なため、ボケとしてよく自爆する。
浜崎コトリ
要のクラスメイトの研究生。15歳。こじはるの襲名を狙っているものの、胸はたかみな並に小さい。
深山沙雪（みやま さゆき）
D.G.T.Oの下請けする民間零細企業・エール警備保障が送り込んだスパイ。髪の毛を染め、実年齢21歳を15歳に偽る研究生。話し言葉は関西弁。
深山忠男（みやま ただお）
沙雪の父。エール警備保障の社長。見た目はちょいワルオヤジそのものであるが実はどこか抜けているタイプ。表向きはAKB0048と敵対するが、実は熱心なAKBファンで社内にAKB0048のグッズを集めている。沙雪同様、話し言葉は関西弁である。0038年2月バレンタイン公演研究生ゲリラライブでは妨害を図るも他のファンに紛れ込んでAKBを応援してしまい、失敗に終わる。
小沢華音（おざわ かのん）
10歳でありながら成績優秀で特例として入学したスーパー研究生。生意気で態度が大きく、要にとっては手を焼く存在であるが、同じ研究生どころか襲名メンバーにも物怖じしないが麻友は尊敬している。とはいえ、要が重傷を負ったときにはバナナを差し上げたりするなど、根は思いやりがあり、心優しい一面もある。
11代目 前田敦子
一見怖い印象があるものの、実は超不器用。動物たちとは好相性。卒業するまではオチ要員だった。星暦0038年10月、将来の夢である獣医さんになるため卒業し、獣医専門学校に入学を経て獣医を開業した。
8代目 大島優子
ポジションはほぼ男。お尻フェチなセクハラおやじキャラで事あるごとにおしりを触りまくっている。沙雪のお尻を触ったら、放心状態になりご満悦となった。卒業後はAKBぜろぜろ女学園の先生に赴任。
4代目 高橋みなみ
男疑惑あり。非おしゃれ番長と呼ばれるほど服のセンス無し。小柄なので背が低いことをいじられる。運動神経はゼロだが水泳は上手い。髪形は元々はポニーテールであったが、旧校舎での怪談話披露会中に髪がローソクに燃え移りチリチリになり、髪の色を茶色に染め、セミロングにした。リボンがトレードマークで以前はほぼ毎回変えてたが、セミロングに変えてからはエンジに近い赤に統一する。卒業後はAKBぜろぜろ女学園の先生に赴任。
3型目 渡辺麻友
本作では独自の設定としてお尻からはコンセントが出ていて食事は電気。実弾を跳ね返すボディで金属探知機にも反応する。足のジェットで空も飛べる。ロケットハンドもある。まゆゆ取扱説明書も存在し美少女ロボ疑惑をもたれているが、その正体は重要企業秘密。また、エネルギーは電気の他にオイルやハイオクガソリンからも供給している。バイクに変身したりカメラ機能も備える。
その一方で性格は臆病でお化けや争いごとが苦手。自分の都合が悪くなると尻込みして逃げ出すなど、卑怯な一面もある。前田卒業後は柏木とともにオチ要員を務めた。
9代目 板野友美
おしゃれ番長。オシャレでクールでカッコいいが、イベントやお祭りごとになると子供スイッチが入る人。負けず嫌いな性格。前田・河西とは親友。卒業後はシノザキ先生とともにファッションブランドを立ち上げた。
7代目 小嶋陽菜
本作では毒舌キャラに設定され、まったく悪気もなく容赦ない言動で相手の心に傷を与える。
5代目 柏木由紀
古き良き時代のアイドル道を突き進む女。人前ではトイレに行かない、カメラを向けられると条件反射でウインクする。部屋は和室。バナマヨパン（マーガリンゴテぬりの食パンの上に輪切りにバナナと大量マヨネーズかけ）が大好き。まゆゆとは基本的に仲は良いが、柏木を置いて助けなかったことに対しては冷淡な態度を取ったことがある。前田卒業後は麻友とともにオチ要員を務めた。卒業後はAKBぜろぜろ女学園の先生に赴任。
9代目 秋元才加
風紀委員。体育会系。ちょっぴり繊細な面もある。将来の夢はケーキ屋。
8代目 宮澤佐江
風紀委員。体育会系。
8代目 北原里英
地方組。貧乳組。食い意地がスゴい人。食べ物は命がけで守る。
7代目 倉持明日香
順番待ち組。
7代目 指原莉乃
地方組。順番待ち組。体は柔らかい。
6代目 峯岸みなみ
順番待ち組。小嶋とは親友。珍獣といじられたこともある。
6代目 横山由依
地方組。狙撃班。話しベタ。自分の持ち味を出そうとして空回る。
10代目 河西智美
保健委員。理由なき眠りびと。夕方まで眠ったこともある。寝間着はワイシャツである。
7代目 島崎遥香
3月30日が誕生日。ジャンケンは強い。プレゼント争奪クリスマス杯では要と共にぽんこつコンビになって以降、度々ぽんこつコンビを組む。髪形は登場初期はハーフツインテールであったが、後にセミロングにした。
8代目 高城亜樹
狙撃班。ぼーっとしているようだが超負けず嫌い。
5代目 佐藤亜美菜
根性のダイエッター。
6代目 梅田彩佳
貧乳組。本作での姉御的存在であり、弱きを助け強きを挫く正義感の強い性格。あみなをからかっていた要とコトリを一喝し、あみなを励ますが、それはモチベーションを高めるために言わされていたものであったことを知らなかった。
6代目 増田有華
アロマキャンドルがないと寝付けない。胸が大きく水泳も上手であるが、貧乳組からは「欲張り」と嫉妬する存在である。
?代目 菊地あやか
たかみなの嘘を信じかけた。
?代目 小林香菜
たかみなの嘘を信じかけた。
?代目 小森美果
地方組。ドラゴンズファン。
?代目 大家志津香
地方組で、よく地方組の溜り場になる。料理番組が好き。
?代目 前田亜美
貧乳組。
?代目 内田真由美
胸は大きい。
3代目 松井珠理奈
先輩相手でも言うべきコトははっきり言う。ともちんと負けず嫌いな性格。
4代目 渡辺美優紀
ほっぺたはプニプニ。
松井レイナ
シノザキ先生の後任として赴任。サカエ星のSKEぜろぜろ女学園で元6代目松井玲奈として活動していた。父親に教師になることを反対されたため、それ以来、自宅に軟禁された状態であり、幽体離脱した状態で赴任した。泣き出すと涙が止まらなくなるほど涙もろい。
松井レイナの父
昔気質の頑固親父であるが、SKE活動に対しては仕方なく認めた。話し言葉は名古屋弁。
中川
レイナの執事で良き理解者でもある。
?代目 入山杏奈
本作ではメガネっ娘に設定されている。物分りが早い。
?代目 川栄李奈
でもやっぱりわかってない人。計算が苦手で文化祭のバザーでは客に塩を撒いて追い払ったことがある。
?代目 武藤十夢
雪合戦で落とし穴に近づくも難を逃れる。

#### 単行本（ぜろぜろ女学園）
- 第1巻 2012年6月17日発売 ISBN 978-4063847321
- 第2巻 2013年5月17日発売 ISBN 978-4063848205
- 第3巻 2014年3月17日発売 ISBN 978-4063950359

### 宇宙で一番ガチなヤツ!
『AKB0048 宇宙で一番ガチなヤツ!』（エーケービー ゼロゼロフォーティエイト うちゅうでいちばんガチなヤツ!）は、『別冊少年マガジン』2012年3月号から11月号まで連載されたスピンオフコミック。

#### ストーリー（ガチなヤツ）
星暦0098年、AKB0048の活躍を知る者もわずかになった時代。宇宙に出たいと夢見ながらもトラウマで挫折していたオオタカズヤは、AKB0048のマエダアツコに出逢い、彼女達の宇宙の真ん中で全宇宙同時生中継ライブを行うという夢を手伝うことを決意する。

#### 登場人物（ガチなヤツ）
オオタ カズヤ
資源惑星ハ・ラガクーで重労働をしていた青年。宇宙に出たいという夢を持っていたが、5年前に父親を亡くした事故の後遺症で、宇宙船に乗ったり見ただけで嘔吐してしまう宇宙船恐怖症のトラウマを持つ。アツコに出会ったことで夢に向かい合うことを決意し、トラウマを抱えつつもアツコに協力する。
第23代目 マエダ アツコ
カズヤが出会った超A級指名手配のアイドル。AKB0048のエースであり、賞金額序列1位。普段は無口で辛辣な態度をとるが、歌っているときはアイドルらしい明るい性格になる。宇宙の真ん中で全宇宙同時生中継ライブを行うため、散り散りになったメンバーを探している。ユウコに捕まり特異点を消されるものの、キララに選ばれて彼方へと旅立った。
第15代目 タカハシ ミナミ
総勢48人のメンバーをまとめるAKB0048キャプテン。賞金額序列8位。背が低いことを気にしている。キャプテンに相応しくなりたいと、初代たかみなの言葉を指針によくキャプテンであることを口にする。
5型目 ワタナベ マユ
賞金額序列5位。足裏のジェット噴射で自力飛行や電波受信が可能で、お尻を鷲掴みにすることにより相手の生体データを構築する「おしりサーチ」も可能。
オオシマ ユウコ
宇宙平定協会に属しており、全00メンバーを捕らえてAKB0048を宇宙から消滅させようとする。無邪気な面も見せるが、カズヤにあっさりと射殺命令を出すなど冷酷な面も持つ。伝承からキララに選ばれたものが消滅することを知り、自分が恨まれてでもそれを阻止しようとしていた。
第20代目 コジマ ハルナ
特異点を消されなかったAKB0048の最後のメンバー。密かに宇宙平定協会に潜入してカズヤを救い、他のメンバーを助けようとする。
オオタ ケンイチ
物語開始時点で故人。カズヤの父親で、宇宙中心領域から帰還した宇宙冒険家。10年前に宇宙船の事故で死亡したと思われたが、実は宇宙平定協会によって謀殺されていた。

#### 用語（ガチなヤツ）
アイドルモード
AKB0048のメンバーの特殊能力で、光を浴びて感情が高ぶることで身体能力を無理矢理倍増させる。光がないと変身できず、身体にも相当な負担がかかる。
時空の特異点
「襲名の光」のこと。特異点を消滅させられると、髪のハートマークが消えてアイドルのオーラも失う。
宇宙平定協会
芸能撲滅を理念としている組織。アイドル制圧専門の超エリート部隊である、芸能特別掃討部隊にして私設軍隊「アンチエイリアス」を持つ。アイドルに懸賞金をかけており、「アイドルハンター」と呼ばれる者達も生み出している。

#### 単行本（ガチなヤツ）
- 第1巻 2012年6月8日発売 ISBN 978-4063846843
- 第2巻 2012年11月9日発売 ISBN 978-4063847635

## 関連作品

### ARカードダス
『AKB0048 ARカードダス』はバンダイから2012年11月10日よりリリースの、カードとスマートフォンアプリ連動のトレーディングカードゲームのリズムゲーム。AKBのインストや劇中登場曲が収録され、楽曲に合わせリズムゲームをする。
またカードのARシリアルコードをアプリにスキャンすることで「コスチューム」「ライティング」「カメラワーク」「ステージ演出」のアイテムでライブのプロデュース演出ができる。ライブゲーム中にはそれぞれライティング、カメラ、演出装置の切り替えも可能。更にプレイ動画は動画投稿サイトにアップロードも可能。
- 対応機種 - iPhone 4、iPhone 4S、iPod touch（第4世代）、Android OS 2.3以上

リリース
- Stage1『〜NO NAME参上!〜』（全51種） - パック版2012年11月10日発売/自販機版2012年11月上旬発売

キャンペーン
- 『なかよし』2012年12月号に限定プロモカード付録
- 2012年11月10日 『ドキッ!サンタだらけのカードゲットキャンペーン』開催（店舗4種、自販1種）
- 2012年11月10日、東京ビッグサイト『AKB48大握手会』でプロモカードを配布
- 2012年11月10日、全国5店舗『AKB48 CAFE & SHOP』でプロモカードを配布、後に『AKB48劇場』でも追加配布。
- 『フィギュア王』No.178（2012年11月発売）にプロモカード同梱
- 2012年11月23日発売『フィギュアーツZERO 本宮凪沙』にプロモカード付属
- 2012年12月29日・31日 コミックマーケット83でプロモカード「園 智恵理(PR-08)」配布

### ソーシャルゲーム
『AKB0048ギャラクシーシンデレラ』はバンダイナムコゲームス提供のGREEソーシャルゲーム。対応プラットフォームは、Androidスマートフォン、フィーチャーフォン。プレイ料金は基本無料（アイテム課金）。2012年12月20日より事前登録開始、2013年1月17日より配信開始。2013年3月には登録者数が15万人を突破している。2014年1月ごろサービス終了。

### 書籍
- AKB0048オフィシャルガイドブック（2012年7月27日、講談社）ISBN 978-4063896855
- AKB0048設定資料&原画集（2012年12月25日、メディアパル）ISBN 978-4896106664